# Clifford Brangwynne
Clifford P. “Cliff” Brangwynne (* um 1978) ist ein irisch-amerikanischer Biophysiker an der Princeton University.

## Leben und Wirken
Brangwynne erwarb 2001 an der Carnegie Mellon University einen Bachelor in Materialwissenschaft und Werkstofftechnik und 2007 bei David A. Weitz an der Harvard University einen Ph.D. in Angewandter Physik. Als Postdoktorand arbeitete er bei Tony Hyman am Max-Planck-Institut für molekulare Zellbiologie und Genetik und bei Frank Jülicher am Max-Planck-Institut für Physik komplexer Systeme. Seit 2011 ist er an der Princeton University, wo er eine Professur für Ingenieurwesen innehat. Seit 2018 forscht Brangwynne zusätzlich für das Howard Hughes Medical Institute (HHMI).
Brangwynne untersucht die Einteilung von Zellen in ihre Kompartimente und Struktur und Funktion (insbesondere Genregulation) von Zellorganellen ohne eigene Membran, darunter P-Granula, Cajal-Körper und Nucleoli, entlang der gesamten Ontogenese. Er ist für seine Arbeiten bekannt, die die Physik der Weichen Materie und Methoden der Molekularbiologie (darunter die Optogenetik) auf verschiedene intrazelluläre Phasen und die Phasenübergänge anwendet und damit lebende Zellen und Gewebe besser verstehen hilft, aber auch beeinflusst (Synthetische Biologie).
Clifford Brangwynne nahm 2017 an der 27. Solvay-Konferenz teil. 2018 erhielt er eine MacArthur Fellowship und 2020 wurde er mit dem Wiley Prize in Biomedical Sciences und dem Michael and Kate Bárány Award der Biophysical Society ausgezeichnet. Für 2021 wurde Brangwynne der HFSP Nakasone Award zugesprochen, für 2023 der Breakthrough Prize in Life Sciences, der Dickson Prize in Medicine und der Tel Aviv University Prize. Er hat laut Google Scholar einen h-Index von 63, laut der Datenbank Scopus einen von 53 (jeweils Stand August 2025).